# Соммо
Соммо (итал. Sommo) — коммуна в Италии, располагается в регионе Ломбардия, в провинции Павия.
Население составляет 1034 человека (2008 г.), плотность населения составляет 74 чел./км². Занимает площадь 14 км². Почтовый индекс — 27048. Телефонный код — 0382.
Покровителем населённого пункта считается святой Рох.

## Демография
Динамика населения:

## Администрация коммуны
- Официальный сайт: